# また明日... (佐野元春の曲)
「また明日...」（またあした）は、佐野元春34作目のシングル。1992年1月22日に、Epic/Sony Records / M's Factoryから発売された。

## 概要
前作「ぼくは大人になった」から9ヶ月ぶりとなるシングルで、初のマキシシングルとして発売された。
「また明日...」は、TBS系『筑紫哲也 NEWS23』のエンディングテーマに使用され、矢野顕子をゲストに迎え制作。本作だけのシングル・バージョン。
カップリングの2曲は、1991年4月にWOWOWで放送されたスペシャル・ライヴ「Goodbye Cruel World」から収録。

## 収録曲
- 全作詞・作曲・編曲：佐野元春

1. また明日...
  - TBS系『筑紫哲也 NEWS23』エンディングテーマ
2. ナポレオンフィッシュと泳ぐ日 (Studio Live Version)
3. ジュジュ (Studio Live Version)